# Krasnaia Poliana

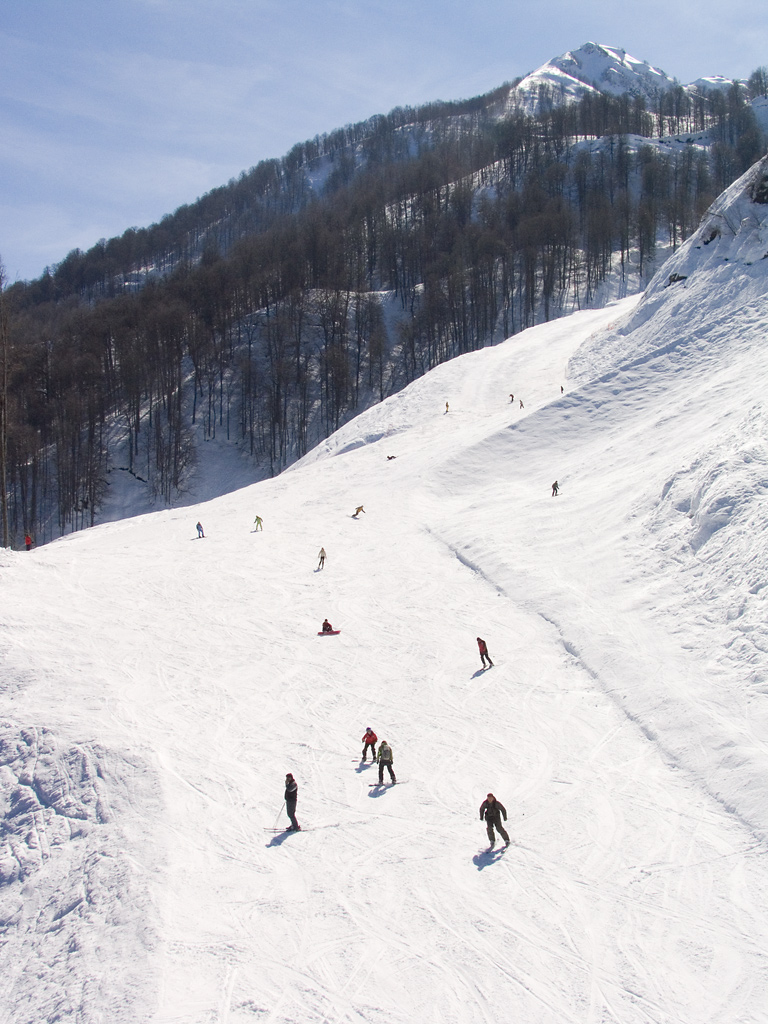
Estação de esqui de Krasnaia Poliana

Krasnaia Poliana ou Krasnaya Polyana (em russo Кра́сная Поля́на, clareira vermelha ou bela) é um distrito sob a jurisdição do município de Sóchi, krai de Krasnodar, Rússia. É famoso por sua estação de esqui localizada nas montanhas ocidentais do Cáucaso, a uma altitude de 60 metros, ao longo do rio Mzimta, 39 quilômetros antes que este termine no mar Negro. O assentamento tem uma população de 3.969 habitantes segundo o censo de 2002. 
A estação foi sede dos eventos de neve durante os Jogos Olímpicos de Inverno de 2014.